# BYD G6
El BYD G6 es un automòvil de segmento D producido por el fabricante Chino BYD desde 2011 hasta 2016. Tiene carrocería de cinco puertas y cinco plazas con motor delantero transversal y tracción dalantera o a las cuatro ruedas.

### Motores del G6
El G6 está disponible con una opción de dos motores de gasolina de cuatro cilindros: un turbo de 1,5 L (1497 cc) de aleación de aluminio diseñado por BYD (llamado TID) que produce 113 kW (154 PS; 152 bhp) y 240 N⋅m ( 177 lb⋅ft) acoplado con una automática de doble embrague de 6 velocidades.